# Narwa (rzeka)
Narwa (Narva, Narowa) (est. Narva jõgi; ros. Нарва) – rzeka graniczna oddzielająca estońską prowincję Ida-Virumaa od Rosji. Rzeka łączy jezioro Pejpus (Peipsi) z Zatoką Fińską. Przy jej ujściu znajduje się miasto Narwa. Wpada do niej Tõrvajõgi.